# Hensley Paulina
Hensley Paulina (né le 26 juin 1993 à Willemstad, Curaçao) est un athlète néerlandais, spécialiste du sprint. Jusqu'en 2010, il représente les Antilles néerlandaises.

## Biographie
Ses meilleurs temps sont de 10 s 23 sur 100 m en 2016 et de 6 s 64 sur 60 m, en 2016.
Avec le relais néerlandais, Hensley Paulina remporte le 12 août 2018 la médaille de bronze des championnats d'Europe de Berlin en 38 s 03, record des Pays-Bas, derrière le Royaume-Uni (37 s 80) et la Turquie (37 s 98). 

## Palmarès
| Date | Compétition                       | Lieu      | Résultat | Épreuve   | Temps   |
| ---- | --------------------------------- | --------- | -------- | --------- | ------- |
| 2013 | Championnats d'Europe espoirs     | Tampere   | 3e       | 100 m     | 10 s 48 |
| 2013 | Championnats du monde             | Moscou    | 5e       | 4 × 100 m | 38 s 37 |
| 2014 | Championnats d'Europe             | Zurich    | 5e       | 4 x 100 m | 38 s 60 |
| 2015 | Championnats d'Europe par équipes | Heraklion | 1re      | 4 × 100 m | 39 s 23 |
| 2015 | Championnats d'Europe espoirs     | Tallinn   | 4e       | 100 m     | 10 s 40 |
| 2017 | Relais mondiaux de l'IAAF         | Nassau    | finale   | 4 x 100 m | DNF     |
| 2018 | Championnats d'Europe             | Berlin    | 3e       | 4 x 100 m | 38 s 03 |
| 2019 | Championnats d'Europe par équipes | Sandnes   | 2e       | 100 m     | 10 s 67 |
| 2019 | Championnats du monde             | Doha      | finale   | 4 x 100 m | DQ      |

## Records
| Épreuve | Épreuve   | Temps   | Lieu        | Date          |
| ------- | --------- | ------- | ----------- | ------------- |
| 60 m    | En salle  | 6 s 64  | Jablonec    | 5 mars 2016   |
| 100 m   | Plein air | 10 s 23 | Gainesville | 22 avril 2016 |